# Andreas Linde
Andreas Linde, né le 24 juillet 1993 à Rydebäck en Suède, est un footballeur international suédois qui joue au poste de gardien de but au BK Häcken.

## Biographie

### Débuts en Suède
Formé à l'Helsingborgs IF Andreas Linde débute en professionnel à l'IFK Värnamo, où il est prêté en 2013, le club évolue alors dans le Superettan. Il ne joue cependant pas en championnat et fait sa première apparition en Svenska Cupen, le 2 mars 2013 contre Örebro Sportklubb. Son équipe s'incline par deux buts à zéro ce jour-là.
Il fait son retour dans son club formateur en 2014.

### Molde FK
En janvier 2015 Andreas Linde rejoint le club norvégien du Molde FK. Il est dans un premier temps barré par la concurrence de Ørjan Nyland, puis d'Ethan Horvath après le départ de Nyland en juillet 2015. Linde joue son premier match le 21 juillet 2015 contre le FC Pyunik. Son équipe s'incline par un but à zéro ce jour-là. Le 9 août 2015, il participe à son premier match de championnat face à l'Odds BK. Durant cette rencontre il est expulsé alors que son équipe mène au score, l'égalisation à la suite du pénalty donne lieu à un match nul (2-2). En décembre 2016 il prolonge son contrat avec Molde jusqu'à la fin de l'année 2019.
À la suite du départ d'Horvath en janvier 2017, Linde devient titulaire et parvient à s'imposer durablement dans le but de Molde. Le 12 juillet 2019 il prolonge à nouveau son contrat, jusqu'en 2021,. Il devient champion de Norvège en 2019.

### Greuther Fürth
Le 10 janvier 2022, Andreas Linde rejoint l'Allemagne pour s'engager en faveur de Greuther Fürth. Il signe un contrat courant jusqu'en juin 2024.
Linde joue son premier match pour Greuther Fürth le 12 février 2022, à l'occasion d'une rencontre de Bundesliga face au Hertha Berlin. Il est titularisé et son équipe s'impose par deux buts à un.

### BK Häcken
Le 31 janvier 2024, Andreas Linde fait son retour en Suède en s'engageant en faveur du BK Häcken. Il signe un contrat de trois ans, soit jusqu'en décembre 2026.

### En sélection
Andreas Linde honore sa première sélection avec l'équipe nationale de Suède le 12 janvier 2017, lors de la large victoire des Suédois contre la Slovaquie (6-0). 

## Palmarès

### En club
Molde FK
- Championnat de Norvège (1) :
  - Champion : 2019.